# 12714 Alkimos
12714 Alkimos (1991 GX1) là một thiên thể Troia của Sao Mộc được phát hiện ngày 15 tháng 4 năm 1991 bởi C. S. Shoemaker và E. M. Shoemaker ở Đài thiên văn Palomar.